# EV Füssen
EV Füssen (celým názvem: Eissportverein Füssen) je německý klub ledního hokeje, který sídlí v bavorském městě Füssen. Od sezóny 2017/18 působí v Eishockey-Bayernlize, čtvrté německé nejvyšší soutěži ledního hokeje. Klubové barvy jsou černá a žlutá.
Založen byl v roce 1922. V průběhu své existence zažilo EVF velké úspěchy, ale i pády. V prvním historickém období klub získal na domácí scéně šestnáct mistrovských titulů (poslední v roce 1973). Na mezinárodní scéně se klub zapsal ziskem dvou Spenglerových pohárů z let 1952 a 1964. Po těchto úspěších zažila celá organizace strmý pád z elitní ligové společnosti. Zažila dokonce dvojí vyhlášení insolvence (v letech 1983 a 2015) a to z důvodu neschopnosti splácet své závazky vůči věřitelům.
Své domácí zápasy odehrává v hale Bundesleistungszentrum für Eishockey und Curling.

## Historické názvy
Zdroj:
- 1922 – EV Füssen (Eissportverein Füssen)
- 1983 – zánik
- 1983 – obnovena činnost pod názvem EV Füssen (Eislaufverein Füssen)
- 2015 – zánik
- 2015 – obnovena činnost pod názvem EV Füssen (Eissportverein Füssen)

## Získané trofeje

### Vyhrané domácí soutěže
- Meisterschaft / Bundesliga / DEL ( 16× )
  - 1948/49, 1952/53, 1953/54, 1954/55, 1955/56, 1956/57, 1957/58, 1958/59, 1960/61, 1962/63, 1963/64, 1964/65, 1967/68, 1968/69, 1970/71, 1972/73

### Vyhrané mezinárodní soutěže
- Spenglerův pohár ( 2× )
  - 1952, 1964

## Přehled ligové účasti
Stručný přehled
Zdroj:
- 1927–1930: Deutsche Eishockey-Meisterschaft (1. ligová úroveň v Německu)
- 1933–1948: Deutsche Eishockey-Meisterschaft (1. ligová úroveň v Německu)
- 1948–1958: Eishockey-Oberliga (1. ligová úroveň v Německu)
- 1958–1983: Eishockey-Bundesliga (1. ligová úroveň v Německu)
- 1983–1992: 2. Eishockey-Bundesliga Süd (2. ligová úroveň v Německu)
- 1992–1994: Eishockey-Oberliga Süd (3. ligová úroveň v Německu)
- 1994–1996: 1. Eishockey-Liga Süd (2. ligová úroveň v Německu)
- 1996–1997: 2. Eishockey-Liga Süd (3. ligová úroveň v Německu)
- 1997–1998: 2. Eishockey-Liga (3. ligová úroveň v Německu)
- 1998–1999: 2. Eishockey-Liga (4. ligová úroveň v Německu)
- 1999–2000: Eishockey-Regionalliga Süd (4. ligová úroveň v Německu)
- 2000–2001: Eishockey-Oberliga Süd (3. ligová úroveň v Německu)
- 2001–2007: Eishockey-Oberliga (3. ligová úroveň v Německu)
- 2007–2009: Eishockey-Oberliga Süd (3. ligová úroveň v Německu)
- 2009–2010: Eishockey-Oberliga (3. ligová úroveň v Německu)
- 2010–2015: Eishockey-Oberliga Süd (3. ligová úroveň v Německu)
- 2015–2016: Eishockey-Bezirksliga Bayern – sk. 4 (6. ligová úroveň v Německu)
- 2016–2017: Eishockey-Landesliga Bayern (5. ligová úroveň v Německu)
- 2017– : Eishockey-Bayernliga (4. ligová úroveň v Německu)

Jednotlivé ročníky
Zdroj:
Legenda: ZČ - základní část, červené podbarvení - sestup, zelené podbarvení - postup, fialové podbarvení - reorganizace, změna skupiny či soutěže
| Výmarská republika (1927 – 1933)    |                                                                                             |                                                                                             |                                                                                             |                                                                                             |                                                                                             |
| Sezóny                              | Soutěž                                                                                      | Úroveň                                                                                      | ZČ                                                                                          | Play-off                                                                                    | Poznámky                                                                                    |
| 1927                                | Deutsche Meisterschaft                                                                      | 1. úroveň                                                                                   | nehráno                                                                                     | Zápas o 3. místo (výhra)                                                                    |                                                                                             |
| 1928                                | Deutsche Meisterschaft                                                                      | 1. úroveň                                                                                   | nehráno                                                                                     | Zápas o 3. místo (výhra)                                                                    |                                                                                             |
| 1929                                | Deutsche Meisterschaft                                                                      | 1. úroveň                                                                                   | nehráno                                                                                     | Zápas o 3. místo (výhra)                                                                    |                                                                                             |
| 1930                                | Deutsche Meisterschaft                                                                      | 1. úroveň                                                                                   | nehráno                                                                                     | Zápas o 3. místo (výhra)                                                                    |                                                                                             |
| ...                                 |                                                                                             |                                                                                             |                                                                                             |                                                                                             |                                                                                             |
| 1933                                | Deutsche Meisterschaft                                                                      | 1. úroveň                                                                                   | nehráno                                                                                     | Zápas o 3. místo (výhra)                                                                    |                                                                                             |
| Velkoněmecká říše (1934 – 1944)     |                                                                                             |                                                                                             |                                                                                             |                                                                                             |                                                                                             |
| Sezóny                              | Soutěž                                                                                      | Úroveň                                                                                      | ZČ                                                                                          | Play-off                                                                                    | Poznámky                                                                                    |
| 1934                                | Deutsche Meisterschaft                                                                      | 1. úroveň                                                                                   | nehráno                                                                                     | Zápas o 3. místo (výhra)                                                                    |                                                                                             |
| 1935                                | Deutsche Meisterschaft                                                                      | 1. úroveň                                                                                   | nehráno                                                                                     | Finále                                                                                      |                                                                                             |
| 1936                                | Deutsche Meisterschaft                                                                      | 1. úroveň                                                                                   | nehráno                                                                                     | Zápas o 3. místo (výhra)                                                                    |                                                                                             |
| 1937                                | Deutsche Meisterschaft                                                                      | 1. úroveň                                                                                   | nehráno                                                                                     | Základní skupina C (3. místo)                                                               |                                                                                             |
| 1938                                | Deutsche Meisterschaft                                                                      | 1. úroveň                                                                                   | nehráno                                                                                     | Finálová skupina (4. místo)                                                                 |                                                                                             |
| 1939                                | Deutsche Meisterschaft                                                                      | 1. úroveň                                                                                   | nehráno                                                                                     | Základní skupina A (4. místo)                                                               |                                                                                             |
| 1940                                | Deutsche Meisterschaft                                                                      | 1. úroveň                                                                                   | nehráno                                                                                     | Základní skupina B (4. místo)                                                               |                                                                                             |
| 1941                                | Deutsche Meisterschaft                                                                      | 1. úroveň                                                                                   | nehráno                                                                                     | Základní skupina D (3. místo)                                                               |                                                                                             |
| 1942                                | Deutsche Meisterschaft                                                                      | 1. úroveň                                                                                   | nehráno                                                                                     | Základní skupina B (2. místo)                                                               | Soutěž nedohrána                                                                            |
| 1943                                | Deutsche Meisterschaft                                                                      | 1. úroveň                                                                                   | nehráno                                                                                     | Předkolo                                                                                    | Soutěž nedohrána                                                                            |
| 1944                                | Deutsche Meisterschaft                                                                      | 1. úroveň                                                                                   | nehráno                                                                                     | Zápas o 3. místo (prohra)                                                                   |                                                                                             |
| Německé okupační zóny (1945 – 1949) |                                                                                             |                                                                                             |                                                                                             |                                                                                             |                                                                                             |
| Sezóny                              | Soutěž                                                                                      | Úroveň                                                                                      | ZČ                                                                                          | Play-off                                                                                    | Poznámky                                                                                    |
| 1945                                | V roce 1945 nebylo na území poválečného Německa odehráno žádné mistrovství v ledním hokeji. | V roce 1945 nebylo na území poválečného Německa odehráno žádné mistrovství v ledním hokeji. | V roce 1945 nebylo na území poválečného Německa odehráno žádné mistrovství v ledním hokeji. | V roce 1945 nebylo na území poválečného Německa odehráno žádné mistrovství v ledním hokeji. | V roce 1945 nebylo na území poválečného Německa odehráno žádné mistrovství v ledním hokeji. |
| 1946                                | Deutsche Meisterschaft                                                                      | 1. úroveň                                                                                   | nehráno                                                                                     | Finálová skupina (3. místo)                                                                 | Neoficiální turnaj                                                                          |
| 1947                                | Deutsche Meisterschaft                                                                      | 1. úroveň                                                                                   | nehráno                                                                                     | Bavorské mistrovství (?. místo)                                                             |                                                                                             |
| 1948                                | Deutsche Meisterschaft                                                                      | 1. úroveň                                                                                   | nehráno                                                                                     | Finálová skupina (3. místo)                                                                 |                                                                                             |
| 1948/49                             | Oberliga                                                                                    | 1. úroveň                                                                                   | 1. místo                                                                                    |                                                                                             |                                                                                             |
| Německo (1949 – )                   |                                                                                             |                                                                                             |                                                                                             |                                                                                             |                                                                                             |
| Sezóny                              | Soutěž                                                                                      | Úroveň                                                                                      | ZČ                                                                                          | Play-off                                                                                    | Poznámky                                                                                    |
| 1949/50                             | Oberliga                                                                                    | 1. úroveň                                                                                   | 3. místo                                                                                    |                                                                                             |                                                                                             |
| 1950/51                             | Oberliga Süd                                                                                | 1. úroveň                                                                                   | 1. místo                                                                                    | Finálová skupina (2. místo)                                                                 |                                                                                             |
| 1951/52                             | Oberliga Süd                                                                                | 1. úroveň                                                                                   | 2. místo                                                                                    | Finálová skupina (4. místo)                                                                 |                                                                                             |
| 1952/53                             | Oberliga                                                                                    | 1. úroveň                                                                                   | 1. místo                                                                                    |                                                                                             |                                                                                             |
| 1953/54                             | Oberliga                                                                                    | 1. úroveň                                                                                   | 1. místo                                                                                    |                                                                                             |                                                                                             |
| 1954/55                             | Oberliga                                                                                    | 1. úroveň                                                                                   | 1. místo                                                                                    |                                                                                             |                                                                                             |
| 1955/56                             | Oberliga                                                                                    | 1. úroveň                                                                                   | 1. místo                                                                                    |                                                                                             |                                                                                             |
| 1956/57                             | Oberliga Süd                                                                                | 1. úroveň                                                                                   | 2. místo                                                                                    | Finálová skupina (1. místo)                                                                 |                                                                                             |
| 1957/58                             | Oberliga Süd                                                                                | 1. úroveň                                                                                   | 2. místo                                                                                    | Finálová skupina (1. místo)                                                                 | Reorganizace                                                                                |
| 1958/59                             | Bundesliga                                                                                  | 1. úroveň                                                                                   | 1. místo                                                                                    |                                                                                             |                                                                                             |
| 1959/60                             | Bundesliga                                                                                  | 1. úroveň                                                                                   | 2. místo                                                                                    |                                                                                             |                                                                                             |
| 1960/61                             | Bundesliga                                                                                  | 1. úroveň                                                                                   | 1. místo                                                                                    |                                                                                             |                                                                                             |
| 1961/62                             | Bundesliga                                                                                  | 1. úroveň                                                                                   | 2. místo                                                                                    | Finálová skupina (2. místo)                                                                 |                                                                                             |
| 1962/63                             | Bundesliga                                                                                  | 1. úroveň                                                                                   | 2. místo                                                                                    | Finálová skupina (1. místo)                                                                 |                                                                                             |
| 1963/64                             | Bundesliga                                                                                  | 1. úroveň                                                                                   | 1. místo                                                                                    | Finálová skupina (1. místo)                                                                 |                                                                                             |
| 1964/65                             | Bundesliga                                                                                  | 1. úroveň                                                                                   | 1. místo                                                                                    | Finálová skupina (1. místo)                                                                 |                                                                                             |
| 1965/66                             | Bundesliga                                                                                  | 1. úroveň                                                                                   | 1. místo                                                                                    | Finálová skupina (2. místo)                                                                 |                                                                                             |
| 1966/67                             | Bundesliga Süd                                                                              | 1. úroveň                                                                                   | 1. místo                                                                                    | Finálová skupina (4. místo)                                                                 |                                                                                             |
| 1967/68                             | Bundesliga Süd                                                                              | 1. úroveň                                                                                   | 2. místo                                                                                    | Finálová skupina (1. místo)                                                                 |                                                                                             |
| 1968/69                             | Bundesliga Süd                                                                              | 1. úroveň                                                                                   | 1. místo                                                                                    | Finálová skupina (1. místo)                                                                 |                                                                                             |
| 1969/70                             | Bundesliga                                                                                  | 1. úroveň                                                                                   | 2. místo                                                                                    | Finálová skupina (4. místo)                                                                 |                                                                                             |
| 1970/71                             | Bundesliga                                                                                  | 1. úroveň                                                                                   | 1. místo                                                                                    |                                                                                             |                                                                                             |
| 1971/72                             | Bundesliga                                                                                  | 1. úroveň                                                                                   | 2. místo                                                                                    |                                                                                             |                                                                                             |
| 1972/73                             | Bundesliga                                                                                  | 1. úroveň                                                                                   | 1. místo                                                                                    |                                                                                             |                                                                                             |
| 1973/74                             | Bundesliga                                                                                  | 1. úroveň                                                                                   | 5. místo                                                                                    |                                                                                             |                                                                                             |
| 1974/75                             | Bundesliga                                                                                  | 1. úroveň                                                                                   | 5. místo                                                                                    |                                                                                             |                                                                                             |
| 1975/76                             | Bundesliga                                                                                  | 1. úroveň                                                                                   | 5. místo                                                                                    |                                                                                             |                                                                                             |
| 1976/77                             | Bundesliga                                                                                  | 1. úroveň                                                                                   | 8. místo                                                                                    | Skupina o udržení (2. místo)                                                                |                                                                                             |
| 1977/78                             | Bundesliga                                                                                  | 1. úroveň                                                                                   | 8. místo                                                                                    | Skupina o udržení (2. místo)                                                                |                                                                                             |
| 1978/79                             | Bundesliga                                                                                  | 1. úroveň                                                                                   | 9. místo                                                                                    | Skupina o udržení (4. místo)                                                                |                                                                                             |
| 1979/80                             | Bundesliga                                                                                  | 1. úroveň                                                                                   | 7. místo                                                                                    | Finálová skupina (8. místo)                                                                 |                                                                                             |
| 1980/81                             | Bundesliga                                                                                  | 1. úroveň                                                                                   | 8. místo                                                                                    | Čtvrtfinále                                                                                 |                                                                                             |
| 1981/82                             | Bundesliga                                                                                  | 1. úroveň                                                                                   | 10. místo                                                                                   | Baráž o Bundesligu (1. místo)                                                               |                                                                                             |
| 1982/83                             | Bundesliga                                                                                  | 1. úroveň                                                                                   | 10. místo                                                                                   |                                                                                             | Sestup; insolvence                                                                          |
| 1983/84                             | 2. Bundesliga Süd                                                                           | 2. úroveň                                                                                   | 6. místo                                                                                    | Finálová skupina A (5. místo)                                                               |                                                                                             |
| 1984/85                             | 2. Bundesliga Süd                                                                           | 2. úroveň                                                                                   | 3. místo                                                                                    | Baráž o Bundesligu (9. místo)                                                               |                                                                                             |
| 1985/86                             | 2. Bundesliga Süd                                                                           | 2. úroveň                                                                                   | 6. místo                                                                                    | Baráž o 2. Bundesligu Süd, sk. B (2. místo)                                                 |                                                                                             |
| 1986/87                             | 2. Bundesliga Süd                                                                           | 2. úroveň                                                                                   | 4. místo                                                                                    | Baráž o Bundesligu (10. místo)                                                              |                                                                                             |
| 1987/88                             | 2. Bundesliga Süd                                                                           | 2. úroveň                                                                                   | 3. místo                                                                                    | Baráž o Bundesligu (10. místo)                                                              |                                                                                             |
| 1988/89                             | 2. Bundesliga Süd                                                                           | 2. úroveň                                                                                   | 6. místo                                                                                    | Baráž o 2. Bundesligu Süd, sk. B (1. místo)                                                 |                                                                                             |
| 1989/90                             | 2. Bundesliga Süd                                                                           | 2. úroveň                                                                                   | 7. místo                                                                                    | Baráž o 2. Bundesligu Süd, sk. B (3. místo)                                                 |                                                                                             |
| 1990/91                             | 2. Bundesliga Süd                                                                           | 2. úroveň                                                                                   | 7. místo                                                                                    | Baráž o 2. Bundesligu Süd, sk. B (2. místo)                                                 |                                                                                             |
| 1991/92                             | 2. Bundesliga Süd                                                                           | 2. úroveň                                                                                   | 9. místo                                                                                    | Baráž o 2. Bundesligu (3. místo)                                                            | Odhlášení                                                                                   |
| 1992/93                             | Oberliga Süd                                                                                | 3. úroveň                                                                                   | 5. místo                                                                                    | Finálová skupina (5. místo)                                                                 |                                                                                             |
| 1993/94                             | Oberliga Süd                                                                                | 3. úroveň                                                                                   | 8. místo                                                                                    | Finálová skupina (7. místo)                                                                 | Reorganizace                                                                                |
| 1994/95                             | 1. Eishockey-Liga Süd                                                                       | 2. úroveň                                                                                   | 12. místo                                                                                   | Baráž o 1. Ligu Süd, sk. A (3. místo)                                                       |                                                                                             |
| 1995/96                             | 1. Eishockey-Liga Süd                                                                       | 2. úroveň                                                                                   | 15. místo                                                                                   | Baráž o 1. Ligu Süd, sk. A (7. místo)                                                       | Sestup                                                                                      |
| 1996/97                             | 2. Eishockey-Liga Süd                                                                       | 3. úroveň                                                                                   | 5. místo                                                                                    | Baráž o 1. Ligu Süd, 1. kolo (prohra)                                                       |                                                                                             |
| 1997/98                             | 2. Eishockey-Liga                                                                           | 3. úroveň                                                                                   | 8. místo                                                                                    | Baráž o 1. Ligu Süd, sk. A (8. místo)                                                       | Reorganizace                                                                                |
| 1998/99                             | 2. Eishockey-Liga                                                                           | 4. úroveň                                                                                   | 7. místo                                                                                    | Skupina o udržení (6. místo)                                                                | Reorganizace                                                                                |
| 1999/00                             | Regionalliga Süd                                                                            | 4. úroveň                                                                                   | 6. místo                                                                                    | Baráž o Oberligu Süd (5. místo)                                                             | Postup                                                                                      |
| 2000/01                             | Oberliga Süd                                                                                | 3. úroveň                                                                                   | 12. místo                                                                                   | Baráž o Oberligu Süd (výhra)                                                                |                                                                                             |
| 2001/02                             | Oberliga                                                                                    | 3. úroveň                                                                                   | 10. místo                                                                                   | Skupina o udržení 2 (1. místo)                                                              |                                                                                             |
| 2002/03                             | Oberliga Südwest                                                                            | 3. úroveň                                                                                   | 3. místo                                                                                    | Čtvrtfinále                                                                                 |                                                                                             |
| 2003/04                             | Oberliga Südwest                                                                            | 3. úroveň                                                                                   | 7. místo                                                                                    | Skupina o udržení (1. místo)                                                                |                                                                                             |
| 2004/05                             | Oberliga Südwest                                                                            | 3. úroveň                                                                                   | 9. místo                                                                                    | Skupina o udržení 1 (4. místo)                                                              |                                                                                             |
| 2005/06                             | Oberliga                                                                                    | 3. úroveň                                                                                   | 12. místo                                                                                   | Skupina o udržení (3. místo)                                                                |                                                                                             |
| 2006/07                             | Oberliga                                                                                    | 3. úroveň                                                                                   | 9. místo                                                                                    |                                                                                             |                                                                                             |
| 2007/08                             | Oberliga Süd                                                                                | 3. úroveň                                                                                   | 3. místo                                                                                    | Semifinále                                                                                  |                                                                                             |
| 2008/09                             | Oberliga Süd                                                                                | 3. úroveň                                                                                   | 4. místo                                                                                    | Semifinále                                                                                  |                                                                                             |
| 2009/10                             | Oberliga                                                                                    | 3. úroveň                                                                                   | 10. místo                                                                                   |                                                                                             |                                                                                             |
| 2010/11                             | Oberliga Süd                                                                                | 3. úroveň                                                                                   | 3. místo                                                                                    | Předkolo                                                                                    |                                                                                             |
| 2011/12                             | Oberliga Süd                                                                                | 3. úroveň                                                                                   | 3. místo                                                                                    | Čtvrtfinále                                                                                 |                                                                                             |
| 2012/13                             | Oberliga Süd                                                                                | 3. úroveň                                                                                   | 7. místo                                                                                    | Předkolo                                                                                    |                                                                                             |
| 2013/14                             | Oberliga Süd                                                                                | 3. úroveň                                                                                   | 7. místo                                                                                    | Semifinále, Süd                                                                             |                                                                                             |
| 2014/15                             | Oberliga Süd                                                                                | 3. úroveň                                                                                   | 11. místo                                                                                   | Play-out, 2. kolo (prohra)                                                                  | Insolvence; odstoupení                                                                      |
| 2015/16                             | Bezirksliga Bayern, sk. 4                                                                   | 6. úroveň                                                                                   | 1. místo                                                                                    | Vítěz                                                                                       | Postup                                                                                      |
| 2016/17                             | Landesliga Bayern                                                                           | 5. úroveň                                                                                   | 1. místo                                                                                    | Vítěz                                                                                       | Postup                                                                                      |
| 2017/18                             | Bayernliga                                                                                  | 4. úroveň                                                                                   | 5. místo                                                                                    | Nadstavba, sk. A (5. místo)                                                                 |                                                                                             |
| 2018/19                             | Bayernliga                                                                                  | 4. úroveň                                                                                   | 1. místo                                                                                    |                                                                                             |                                                                                             |

## Účast v mezinárodních pohárech
Zdroj:
Legenda: SP - Spenglerův pohár, EHP - Evropský hokejový pohár, EHL - Evropská hokejová liga, SSix - Super six, IIHFSup - IIHF Superpohár, VC - Victoria Cup, HLMI - Hokejová liga mistrů IIHF, ET - European Trophy, HLM - Hokejová liga mistrů, KP – Kontinentální pohár
- SP 1950 – Základní skupina (3. místo)
- SP 1951 – Zápas o 3. místo
- SP 1952 – Finále
- SP 1953 – Zápas o 3. místo
- SP 1954 – Základní skupina (2. místo)
- SP 1955 – Základní skupina (3. místo)
- SP 1959 – Základní skupina (2. místo)
- SP 1961 – Základní skupina (2. místo)
- SP 1962 – Finále
- SP 1964 – Základní skupina (1. místo)
- EHP 1965/1966 – Finále
- EHP 1968/1969 – 2. kolo
- SP 1969 – Základní skupina (5. místo)
- EHP 1969/1970 – 2. kolo
- EHP 1971/1972 – 3. kolo
- SP 1973 – Základní skupina (4. místo)
- EHP 1973/1974 – 2. kolo